# Belfaa
Belfaa  (in arabo بلفاع‎?) è un centro abitato e comune rurale del Marocco situato nella provincia di Chtouka-Aït Baha, regione di Souss-Massa. Conta una popolazione di 27 699 abitanti (censimento 2014).